# Ахметов, Касымхан Каскенович
Касымхан Каскенович Ахметов (каз. Қасымқан Қаскенұлы Ахметов) — советский и казахстанский государственный деятель. Аким Алатауского района города Алма-Аты (1995—1997) и города Балхаш (1997—2003).

## Биография
Родился 7 апреля 1951 года в селе Куйган Балхашского района Алма-Атинской области.
В 1974 году окончил Казахский политехнический институт им. В. И. Ленина.
Трудовую деятельность начал в 1968 году автослесарем рыболовецкого колхоза «Первый Балхашский» Балхашского района Алма-Атинской области.
В 1974—1975 гг. — электрослесарь, энергетик Западного рудника Джезказганского горно-металлургического комбината.
В 1976—1979 гг. — заведующий организационным отделом, секретарь Никольского горкома, первый секретарь Агадырского райкома ЛКСМ Казахстана Джезказганской области.
В 1979—1985 гг. — первый секретарь Джезказганского обкома ЛКСМ Казахстана.
В 1985—1986 гг. — заместитель начальника Джезказганского областного управления бытового обслуживания.
В 1986—1991 гг. — заместитель заведующего, заведующий отделом, второй секретарь Джезказканского обкома партии.
В 1991—1994 гг. — председатель Жезказганского областного территориального комитета по имуществу, заместитель главы Жезказганской областной администрации — председатель территориального комитета по государственному имуществу.
В 1994—1995 гг. — депутат Верховного Совета Республики Казахстан XIII созыва.
В 1995 году — государственный инспектор организационно-контрольного управления Администрации Президента Республики Казахстан.
В 1995—1997 гг. — аким Алатауского района города Алма-Аты.
В 1997—2003 гг. — аким города Балхаш.
В 2003—2007 гг. — заместитель генерального директора ПО «Балхашцветмет» по связям с общественностью, советник генерального директора по энергетике.
В 2007—2009 гг. — генеральный представитель ТОО ГМК «Нурдаулет».
Скончался в феврале 2009 года на 58-м году жизни.

## Награды

### Медали
- Медаль «Астана»
- Медаль «10 лет независимости Республики Казахстан»

### Почётные грамоты и знаки
- Почётная грамота Верховного Совета Казахской ССР
- Почётный знак ЦК ВЛКСМ
- Знак ЦК ВЛКСМ «За активную работу в комсомоле»
- Почётная грамота акима Карагандинской области